# Ranharting (Anzing)
Ranharting ist ein Ortsteil der Gemeinde Anzing im oberbayerischen Landkreis Ebersberg. 

## Lage
Die Einöde Ranharting liegt etwa zwei Kilometer westlich von Anzing. Nördlich liegen der Neufarner Berg und der Ort Froschkern.